# Rajčevci
Rajčevci su naseljeno mjesto u sastavu Grada Laktaši, Republika Srpska, BiH.

## Stanovništvo
| Rajčevci           |              |
| godina popisa      | 1991.        |
| Srbi               | 310 (92,81%) |
| Hrvati             | 0            |
| Muslimani          | 0            |
| Jugoslaveni        | 23 (6,89%)   |
| ostali i nepoznato | 1 (0,30%)    |
| ukupno             | 334          |